# Megastigmus thuriferana
Espèce
Megastigmus thuriferana est un insecte hyménoptère de la famille des Torymidae et du genre Megastigmus, endémique des forêts de genévrier thurifère, dont il est l'un des principaux parasites.

## Histoire
Il a été découvert en 2005 par Alain Roques de l'INRA et Ahmed El Alaoui El Fels du "Muséum d'Histoire Naturelle de Marrakech" dans la plantation de genévrier thurifère de Saint-Crépin, et a été ensuite repéré dans les plantations de cet arbre dans les Pyrénées, en Espagne et dans l'Atlas.